# Manassès Ier de Gournay
Pour les articles homonymes, voir Manassé.
Manassès Ier de Gournay, fut à partir de 1071 archevêque de Reims jusqu'à sa déposition en 1081.

## Origine familiale
En raison de sa déposition, il se trouva rayé de bien des annales et son origine est incertaine. Il serait le fils de Hugues II de Gournay-en-Bray et d'Adélaïde de Dammartin. Ainsi de haute lignée il serait le petit-neveu d'Ebles Ier de Roucy ainsi que cousin de Hugues de Bar évêque de Langres, pour ne citer que des ecclésiastiques.  
Nous ne connaissons pas la date de son élection mais les premiers actes signés par lui sont de 1070. La vacance de 1067 à 1070 serait due aux tensions entre le roi et le Saint-Siège. Aussitôt élu il paraît être en bon termes avec le roi Philippe et assez actif : seize fois, il fut nommé dans des actes royaux.
En opposition avec l'abbé de Saint-Remi, Bruno le Chartreux et le prévôt du chapitre cathédral, Manassès II (futur évêque). Ceux-ci trouvèrent une oreille complaisante en Hugues de Die, légat du Pape : Manassès est condamné en 1077 lors du concile d'Autun. Mais faisant le voyage à Rome, Grégoire VII le réintègre en sa charge. Le conflit politique perdurant, un synode ecclésiastique tenu à Lyon tranche le conflit : Manassès refusant d'appliquer la sentence, il est déposé en décembre 1080, mais continue à exercer sa charge jusqu'en septembre 1081.